# Nowickia deflexa
Nowickia deflexa là một loài ruồi trong họ Tachinidae.